# Cos d'Exèrcit de Galícia
El Cos d'Exèrcit de Galícia va ser una unitat militar de la Guerra Civil Espanyola. Formava part de l'Exèrcit del Nord i va agrupar part de les tropes del bàndol nacional. Va ser creat el 24 d'octubre de 1937, destinat a constituir una massa de maniobra per a futures operacions. El seu cap era el general de brigada d'Estat Major Antonio Aranda Mata. Participa en les batalles de Terol i Alfambra i les ofensives d'Aragó i Llevant.

## Historial d'Operacions
Els seus orígens es troben en les forces militars d'Astúries formades pels defensors de la plaça d'Oviedo i les columnes gallegues que van acudir en el seu socors, durant els setges d'Oviedo. Després de la seva creació, a la fi de 1937 anava a participar en una prevista ofensiva final sobre Madrid, encara que l'Ofensiva republicana sobre Terol va frustrar els plans franquistes i va obligar el seu enviament a aquest front. En els últims dies de 1937 i primers de 1938 fracassen els seus contraatacs que pretenen trencar el cèrcol republicà sobre Terol, la qual cosa porta a la capitulació de la guarnició terolenca. Al març i abril participarà en la reeixida ofensiva d'Aragó, que trenca el front i aconsegueix dividir en dos la zona republicana en arribar al Mar Mediterrani.
Després d'això, participa en l'Ofensiva del Llevant que pretén aconseguir València a través del Maestrat, avançant les tropes del General Aranda per la costa i enmig d'una forta resistència republicana. El 14 de juny les tropes d'Aranda aconsegueixen entrar a la ciutat de Castelló de la Plana. L'endemà continuen avançant i ocupen Vila-real. Però a continuació xocaran amb una acarnissada resistència de l'Exèrcit Republicà que s'ha atrinxerat en la Línia XYZ, una cadena de fortificacions en profunditat que paralitza tota l'ofensiva franquista.

## Estructura

### Ordre de batalla
Al llarg de la contesa, van estar integrades les següents divisions:
- 13a Divisió, incorporada al front de Terol.
- 83a Divisió, incorporada al front de Terol.
- 84a Divisió, incorporada als fronts de Terol i d'Aragó.
- 150a Divisió, incorporada al front de Terol.
- 41a Divisió, incorporada al front d'Aragó.
- 82a Divisió, incorporada al front d'Aragó.
- 108a Divisió, incorporada al front d'Aragó.
- 55a Divisió, incorporada al front de Llevant.

### Comandaments
- Comandant en cap: general de brigada d'Estat Major Antonio Aranda Mata.
- Cap d'Estat Major: tinent coronel d'Estat Major Fermín Gutiérrez de Soto.